# Millery, Rhône
Millery är en kommun i departementet Rhône i regionen Auvergne-Rhône-Alpes i östra Frankrike. Kommunen ligger i kantonen Givors som tillhör arrondissementet Lyon. År 2022 hade Millery 4 323 invånare.

## Befolkningsutveckling
Antalet invånare i kommunen Millery
| Referens: INSEE |